# Neon zonatus
Neon zonatus là một loài nhện trong họ Salticidae.
Loài này thuộc chi Neon. Neon zonatus được Bao & Peng miêu tả năm 2002.